# Federació Catalana de Taekwondo
La Federació Catalana de Taekwondo és l'organisme rector que planifica, promou, difon, dirigeix, regula i coordina les activitats pròpies del taekwondo i de l'hapkido a Catalunya. Forma part de la Unió de Federacions Esportives de Catalunya.

## Història
El taekwondo, va arribar a Catalunya al principi dels anys seixanta introduït pels primers mestres vinguts des de Corea que van iniciar la pràctica d'un esport que en principi es coneixia com a karate coreà i que va començar a tenir activitat com una disciplina associada a la Federació Catalana de Judo. En l'àmbit internacional el taekwondo va viure un cisma amb la creació de la Federació Mundial (WTF) en detriment de la Federació Internacional (ITF), quan el fundador de l'art marcial Choi Hong-Hi va rebutjar que el TaeKwon-Do fos un esport olímpic. La federació de TaeKwon-Do tradicional ITF entenia l'art marcial com una forma de vida més que un esport i és en la que el general Choi es va mantenir fins a la seva mort el 2002. La Federació Catalana de Judo va apostar pel taekwondo WTF com una de les seves disciplines associades, i el 1976 es va crear a Barcelona la Unió Europea de Taekwondo tot coincidint amb la celebració en el Palau Blaugrana del primer Campionat d'Europa t, en el qual la selecció espanyola es va proclamar campiona per equips. I el 1983 va arribar el primer títol mundial conquerit per un català, el sabadellenc Ireno Fargas, a Copenhaguen. L'espectacularitat d'aquest nou esport va provocar un creixent interès per descobrir-lo i un increment de practicants. Això va portar que, l'any 1985, tots els clubs i mestres catalans, amb el suport de la resta de companys de l'estat espanyol, decidissin sol·licitar la creació de la Federació Espanyola, la qual va ser autoritzada a finals de l'any 1986 i oficialment reconeguda pel Consejo Superior de Deportes el 1987. A partir de la Federació Espanyola, van néixer les territorials, i a finals de desembre de 1986, la Federació Catalana de Taekwondo va començar a funcionar amb plena autonomia. El gran repte inicial va ser la col·laboració en l'organització del primer Campionat del Món Absolut disputat a Barcelona el 1987, en el qual la selecció estatal va tenir una gran actuació aconseguint deu medalles. Més endavant, la Federació Catalana també va col·laborar en l'organització dels Jocs Olímpics de Barcelona, on va ser un dels esports de demostració, i en els quals els esportistes catalans van guanyar tres de les sis medalles de la delegació espanyola, i el 1996 va intervenir també en l'organització del primer Campionat del Món júnior, disputat a Barcelona. La federació compta amb quatre delegacions territorials i s'ocupa de la formació dels tècnics.

## Presidents

### Vicente Cantos Guerrero (1987-1989)
Advocat barceloní amant de les arts marcials, actiu organitzador de competicions i actes relacionats amb el taekwondo des de l'etapa en què aquest esport depenia de la Federació Catalana de Judo, va aconseguir en poc temps que Catalunya es convertís en la primera potència d'aquest esport a Espanya. També va ser el cap d'expedició de la selecció espanyola que va participar en els Jocs Olímpics de Seül el 1988. A finals de 1986 va ser el president de la Comissió Gestora promotora de la Federació Catalana i el seu primer president quan aquesta es va legalitzar a principi de 1987.

### Antonio Toledo Munuera(1989-)
És cinturó negre 9è dan, mestre nacional i àrbitre internacional i durant molts anys ha impartit els cursos per a mestres nacionals de competició, arbitratge, tècnica i pumse a l'estat espanyol i altres països. Va ser elegit president de la Federació Catalana el 15 de juliol de 1989. També és director des de 1988 de l'alta competició de la Federació Espanyola, de la qual és el vicepresident. el seu mandat ha potenciat la participació de les seleccions catalanes en campionats internacionals.